# Czochralski-módszer
A Czochralski-módszer, más néven Czochralski-technika vagy Czochralski-eljárás, egy kristálynövesztési módszer, amelyet félvezetők (pl. szilícium, germánium és gallium-arzenid), fémek (pl. palládium, platina, ezüst, arany), sók és szintetikus drágakövek egykristályainak előállítására használnak. 

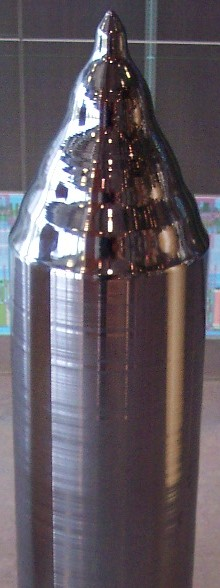
Czochralski (CZ) módszerrel előállított szilícium egykristály csúcsa

## Története
A módszer Jan Czochralski lengyel tudósról kapta a nevét, aki 1915-ben találta fel a módszert, miközben a fémek kristályosodási sebességét vizsgálta. A felfedezést véletlenül tette: ahelyett, hogy tintatartójába mártotta volna a tollát, olvadt ónba mártotta, és egy ónszálat rajzolt, amelyről később kiderült, hogy egykristály. A módszert ma is használják a világon a félvezetőket használó elektronika több mint 90 százalékában.

## Alkalmazása
A legfontosabb alkalmazás talán az akár több méteres, henger alakú tömbök, az egykristályos szilícium bólák növesztése, amelyet az elektronikai iparban félvezető eszközök, például integrált áramkörök készítéséhez használnak. Más félvezetők, mint például a gallium-arzenid, szintén növeszthetők ezzel a módszerrel, bár ebben az esetben kisebb hibasűrűség érhető el a Bridgman-Stockbarger-módszer változataival.
A módszer nem korlátozódik fém- vagy metalloidkristályok előállítására. Például nagyon nagy tisztaságú sókristályok előállítására használják, beleértve a részecskefizikai kísérletekhez használt, ellenőrzött izotóp-összetételű anyagokat is, a zavaró fémionok és a gyártás során elnyelt víz szigorú ellenőrzésével („milliárdnyi részre jutó” mérések).